# Mohammed Chahim

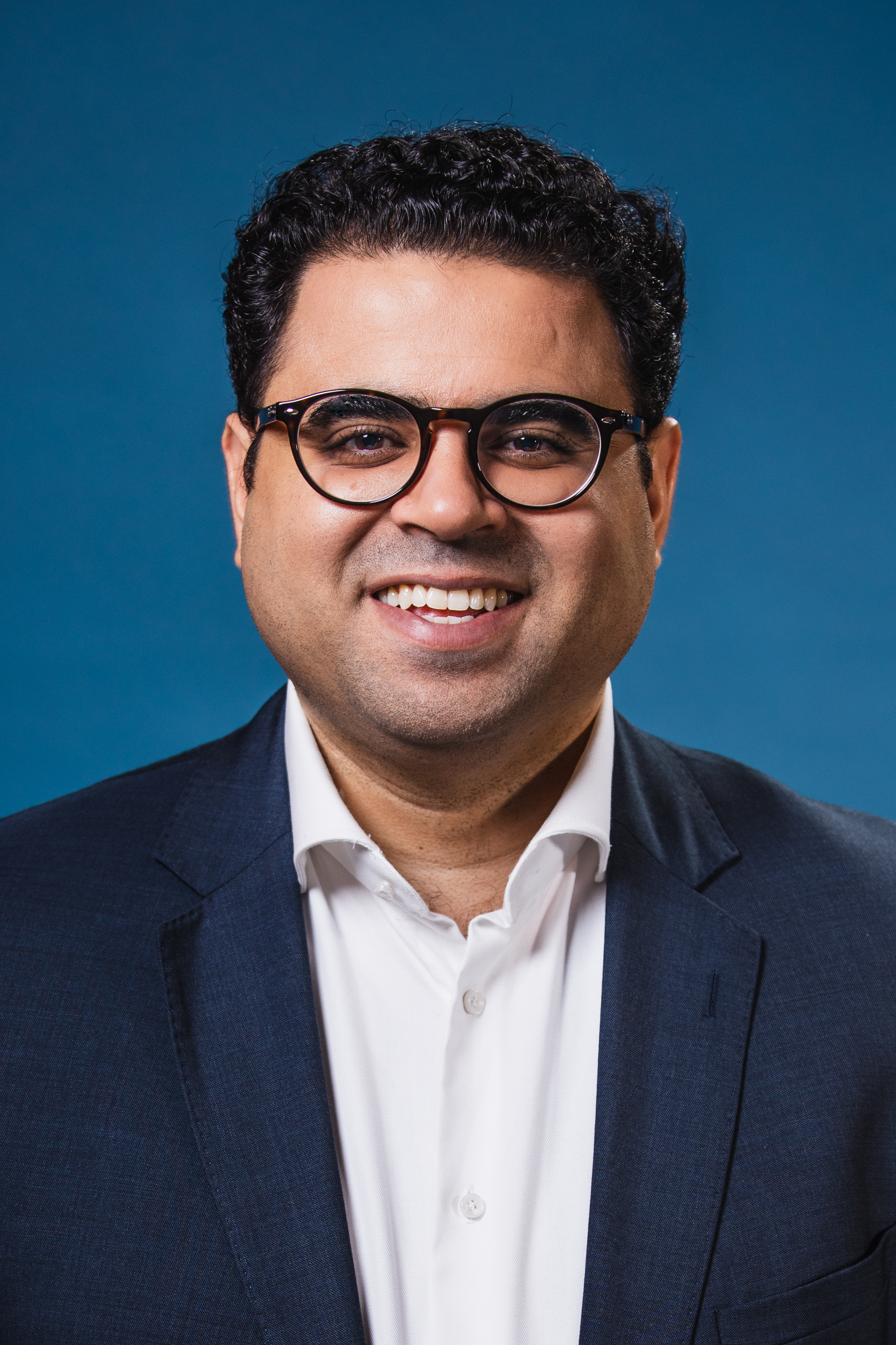
Mohammed Chahim (2020)

Mohammed Chahim (* 18. April 1985 in Fès, Marokko) ist ein niederländischer Politiker der Partij van de Arbeid, der seit 2019 Mitglied des Europäischen Parlaments ist.

## Politische Karriere
Mohammed Chahim kam als Kind von Marokko in die Niederlande und wuchs in Helmond auf. Er studierte an der Universität Tilburg Ökonometrie, 2013 wurde er zum PhD promoviert. Anschließend arbeitete er als Forscher bei der Niederländischen Organisation für Angewandte Naturwissenschaftliche Forschung (TNO). Von 2006 bis 2019 war er Mitglied des Gemeinderats seiner Heimatstadt Helmond und dort von 2014 bis 2019 Vorsitzender der PvdA-Ratsfraktion.
Chahim ist seit den Europawahlen 2019 Mitglied des Europäischen Parlaments. Im Parlament war er seither im Ausschuss für Umweltfragen, Volksgesundheit und Lebensmittelsicherheit tätig, wo er Berichterstatter für den Mechanismus zur Anpassung der Kohlenstoffgrenzen ist. Seit 2020 ist er auch Mitglied des Untersuchungsausschusses für den Schutz von Tieren beim Transport.
Zusätzlich zu seinen Aufgaben in den Ausschüssen gehört Chahim der Delegation des Parlaments für die Beziehungen zu Indien an. Er ist auch Mitglied der interfraktionellen Arbeitsgruppe des Europäischen Parlaments für Klimawandel, biologische Vielfalt und nachhaltige Entwicklung.
Im Jahr 2021 war Chahim Teil der offiziellen Delegation des Europäischen Parlaments bei der Klimakonferenz der Vereinten Nationen (COP26).
Im Vorfeld der niederländischen Parlamentswahlen 2023 hat Chahim Frans Timmermans als Kandidaten seiner Partei für die Nachfolge von Premierminister Mark Rutte unterstützt.
Timmermanns soll Chahims Kandidatur fürs EP forciert haben. Chahim leitet federführend die Verhandlungen zum Europäischen CO2-Grenzausgleichssystem. Das Magazin „Politico“ (Politico Europe) bewertete seinen politischen Einfluss im Oktober 2023 mit 17/30.
Er ist in der 10. Legislaturperiode (2024–2029) erneut Mitglied im Ausschuss für Umweltfragen, öffentliche Gesundheit und Lebensmittelsicherheit sowie stellvertretendes Mitglied im Haushaltsausschuss und im Ausschuss für Industrie, Forschung und Energie.